# Famille Mathieu

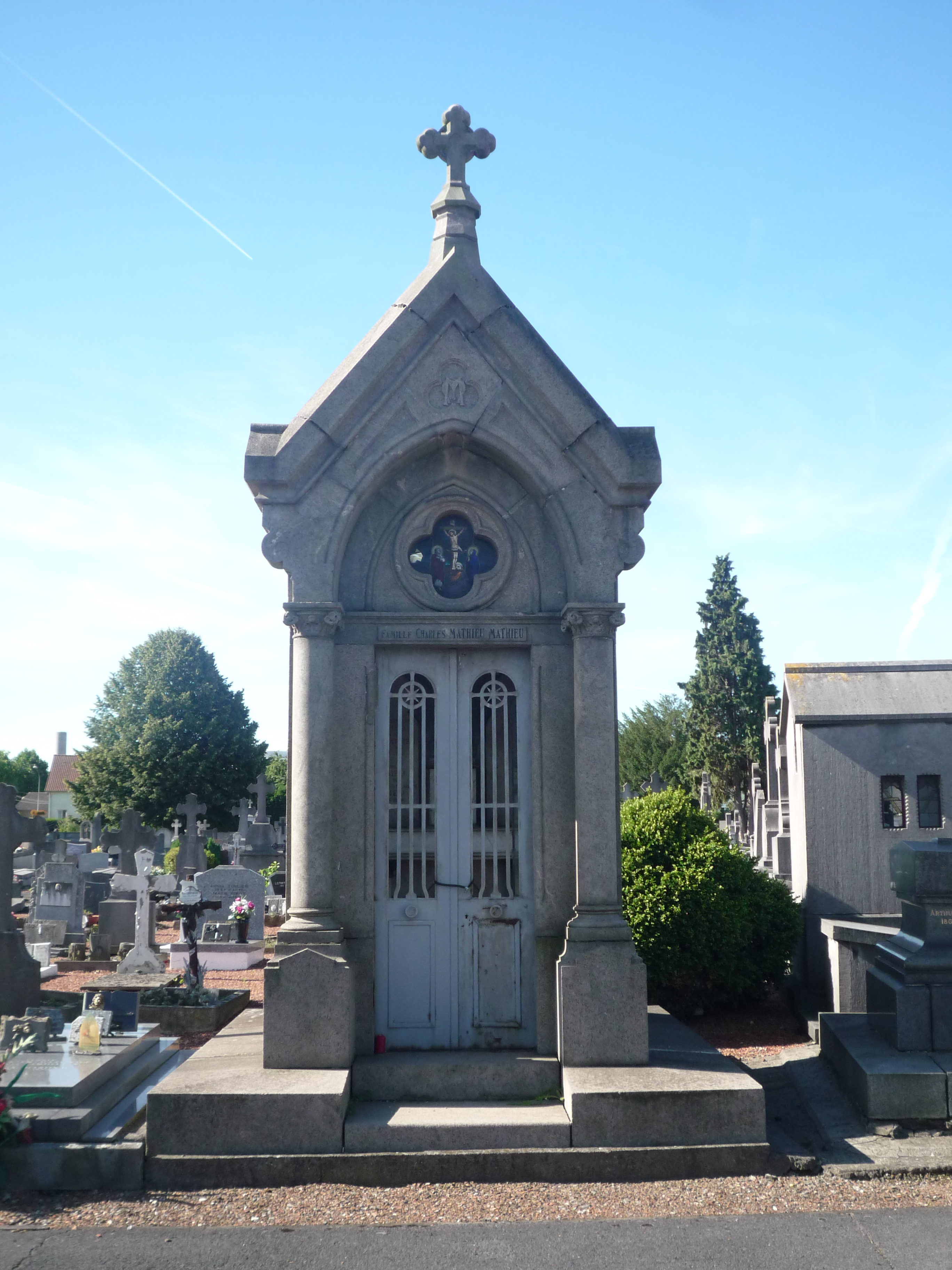
L'une des tombes de la famille Mathieu dans le cimetière d'Anzin.

La famille Mathieu est une famille d'ingénieurs qui eut un rôle important dans l'histoire du bassin minier du Nord-Pas-de-Calais.
Jacques Mathieu découvrit en 1720 une première veine du gisement houiller à Fresnes-sur-Escaut ; son fils Pierre découvrit en 1734 celle de charbon gras à Anzin, ce qui marqua le début de l'exploitation minière dans le Nord-Pas-de-Calais.
Leurs descendants participèrent à la direction de la Compagnie des mines d'Anzin jusqu'au début du XIXe siècle.
Christophe Mathieu, fils de Jacques, ainsi que son frère Jean-Pierre-Joseph et leurs neveux Léonard (file de Pierre) et Jean-Pierre (fils du Jean-Pierre-Joseph) ont également joué un rôle dans la Compagnie.
Charles Mathieu, un de leurs descendants, quitta la Compagnie des mines d'Anzin avec dix-sept mineurs en 1832 pour l'ouverture de Compagnie des mines de Douchy, près de Denain.